# Stenandrium
- Commons
- Wikispecies

Stenandrium Nees, 183., segundo o Sistema APG II, é um gênero botânico da família Acanthaceae, encontrado nas regiões quentes da América do Sul.

## Sinonímia
- Gerardia Bentham

## Espécies
Este gênero apresenta aproximadamente 92 espécies :
- Stenandrium acuminatum
- Stenandrium affine
- Stenandrium afromontanum
- Stenandrium amoenum
- Stenandrium andrei
- Stenandrium arnoldii
- Stenandrium aurantiacum
- Stenandrium barbatum
- Stenandrium boivini
- Stenandrium boivinii
- Stenandrium bracteosum
- Stenandrium breviflorum
- Stenandrium buntingii
- Stenandrium carduaceum
- Stenandrium carolinae
- Stenandrium chameranthemoideum
- Stenandrium corymbosum
- Stenandrium crenatum
- Stenandrium decoratum
- Stenandrium diphyllum
- Stenandrium droseroides
- Stenandrium dulce
- Stenandrium ekmanii
- Stenandrium elegans
- Stenandrium fasciculare
- Stenandrium floridanum
- Stenandrium fosbergii
- Stenandrium gabonicum
- Stenandrium glabrescens
- Stenandrium goiasense
- Stenandrium gracile
- Stenandrium grandiflorum
- Stenandrium guatemalense
- Stenandrium guineense
- Stenandrium harlingii
- Stenandrium hatschbachii
- Stenandrium heterotrichum
- Stenandrium hirsutum
- Stenandrium humboldtianum
- Stenandrium humile
- Stenandrium igneum
- Stenandrium irwinii
- Stenandrium leptostachyum
- Stenandrium lindeni
- Stenandrium lindenii
- Stenandrium longifolium
- Stenandrium lyoni
- Stenandrium macraganum
- Stenandrium macrayanum
- Stenandrium manchonense
- Stenandrium mandioccanum
- Stenandrium mexicanum
- Stenandrium nanum
- Stenandrium nephoica
- Stenandrium neesianum
- Stenandrium obtusifolium
- Stenandrium ornatum
- Stenandrium ovatum
- Stenandrium parodii
- Stenandrium pauciflorum
- Stenandrium pedunculatum
- Stenandrium pelorium
- Stenandrium perrieri
- Stenandrium pictum
- Stenandrium pilosulum
- Stenandrium pinetorum
- Stenandrium pohlii
- Stenandrium praecox
- Stenandrium punctatum
- Stenandrium radicosum
- Stenandrium riedelianum
- Stenandrium rupestre
- Stenandrium scabrosum
- Stenandrium serpens
- Stenandrium spathulatum
- Stenandrium speciosum
- Stenandrium stenophyllum
- Stenandrium subcordatum
- Stenandrium subdentatum
- Stenandrium talbotii
- Stenandrium tenellum
- Stenandrium thomense
- Stenandrium thompsonii
- Stenandrium trinerve
- Stenandrium tuberosum
- Stenandrium undulatum
- Stenandrium venatum
- Stenandrium verticillatum
- Stenandrium villosum
- Stenandrium warneckei
- Stenandrium wrightii